# Gabriele Polo
Gabriele Polo (San Canzian d'Isonzo, 4 settembre 1957) è un giornalista e scrittore italiano.

## Biografia
È stato direttore del quotidiano il manifesto dal 2003 al giugno 2009, diventandone poi direttore editoriale, oltre che commentatore e inviato fino al 31 dicembre 2012, quando - in seguito al cambio di proprietà, dopo la liquidazione del "manifesto cooperativa editoriale" -  ha lasciato il quotidiano, per lavorare come freelance.
In gioventù è stato militante di Lotta Continua e poi tra i promotori nei primi anni '80 del gruppo Lotta Continua per il Comunismo. Inizia la sua collaborazione al manifesto nel 1988. Sotto la sua direzione il manifesto affronta due momenti salienti della sua storia.
Nel 2005 viene rapita in Iraq una sua giornalista, Giuliana Sgrena, ed il quotidiano s'impegna nella campagna per la sua liberazione. Sarà poi Polo, a liberazione avvenuta, ad avvisare la redazione della morte di Nicola Calipari, il funzionario del SISMI caduto durante l'operazione di liberazione della Sgrena.
Nel 2006 il giornale entra in una forte crisi economica e inizia la lotta per la sua sopravvivenza chiedendo aiuto a tutta la sinistra, realizzando una sottoscrizione popolare che in pochi mesi raccoglie oltre un milione e 800.000 euro. Tra le iniziative promosse una raccolta di icone sulla storia del comunismo, L'album di famiglia. All'interno di queste operazioni di rilancio del quotidiano, dal 6 giugno 2008, il manifesto esce con una nuova veste grafica introducendo il colore nella sua prima pagina. 
Fino al 31 dicembre 2012 la cooperativa del manifesto ha attuato una politica salariale egualitaria, perciò anche il direttore guadagnava quanto un qualsiasi componente del giornale, 1470 euro al mese, nel 2006.
Dal gennaio 2015 dirige la casa editrice Meta. Da aprile 2020 a marzo 2021 è direttore di Collettiva.it.

## Pubblicazioni
- Gabriele Polo, I tamburi di Mirafiori, Cric, 1989
- Gabriele Polo - Marco Revelli, Fiat, i relegati di reparto, Massari, 1993
- Gabriele Polo (a cura di) Liberismo o libertà. Dialoghi su capitalismo e crisi sociale, con Giorgio Cremaschi e Marco Revelli, Roma, Editori Riuniti, 1998. ISBN 88-359-4422-8.
- Gabriele Polo - Claudio Sabattini, Restaurazione italiana. Fiat, la sconfitta operaia del 1980: alle origini della controrivoluzione liberista, Manifestolibri, 2000 ISBN 887285220X. Seconda edizione, L'ancora del Mediterraneo, 2010
- Gabriele Polo, Il mestiere di sopravvivere, Editori Riuniti, 2000 ISBN 8835948096
- Gabriele Polo, Diciottesimo parallelo, la ripresa del conflitto sociale in Italia, Manifestolibri, 2002
- Gabriele Polo, Ritorno di Fiom. Gli operai, la democrazia e un sindacato particolare, Manifestolibri, 2011 ISBN 9788872856871.
- Gabriele Polo, Affondata sul lavoro, Ediesse, 2013 ISBN 9788823017344
- Gabriele Polo, Gianni Rinaldini,  In basso a sinistra, Manni, 2014  ISBN 9788862665582
- Gabriele Polo, Giovanna Boursier,  Lavorare manca, la crisi vista dal basso, Einaudi, 2014  ISBN 9788806216412
- Gabriele Polo, Il mese più lungo. Dal sequestro Sgrena all'omicidio Calipari, Marsilio, 2015 ISBN 9788831720328
- Gabriele Polo (a cura di)  Meccanica pensante, 14 lezioni per la Fiom, MetaEdizioni, 2016 ISBN 9788886541640
- Gabriele Polo, Il sindacalista. Claudio Sabattini, una vita in movimento, Castelvecchi, 2022 ISBN 9788832907179
- Gabriele Polo, Assalto a san Lorenzo. La prima strage del fascismo al potere, Donzelli, 2024 ISBN 978-88-5522-561-8